# Born to Be Wild
"Born to Be Wild" é a canção de maior sucesso da banda de rock Steppenwolf, lançada em 1968.
Ela é conhecida pelo seu clássico riff, e considerada um dos maiores hinos do rock'n'roll, dos motociclistas de todo o mundo. A canção foi usada como tema do filme Easy Rider.
"Born to be Wild" também recebe o crédito com a frase, "Heavy Metal Thunder", contido no segundo verso da letra do clássico, o qual serviria mais tarde para denominar o estilo heavy metal. Esta foi a primeira menção do termo heavy metal associado com a música rock. A mesma canção é considerada por muitos críticos a primeira canção heavy metal de todos os tempos.
Foi regravada por The Rolling Stones, The Cult, Miss Piggy, Kim Wilde, Ozzy Osbourne, Slade (como Ambrose Slade), Riot, Slayer e Hinder. Esteve presente na lista das 500 melhores canções de todos os tempos da revista Rolling Stone.
No Brasil, a canção foi lançada compacto simples de 33 1/3 RPM, quase simultaneamente com os Estados Unidos (junho/1968), pela gravadora RCA, tendo como lado B a canção Everybody's Next Me. Mais tarde, em 1969, a canção voltaria a ser lançada num compacto, mas agora era num compacto duplo pela gravadora Odeon.

## Aparições
"Born to Be Wild" tem sido usada como tema e aparece em várias trilhas sonoras de filmes, comerciais, jogos eletronicos, etc. Abaixo segue a lista:
- Miami Vice: Episódio "The Great McCarthy"
- Married... with Children: Episódio "Have You Driven a Ford Lately?"
- The Super Mario Bros. Super Show!: Episódio "Toad Warriors"
- Barney's Great Adventure: The Movie: Em alguns comerciais da TV
- A Bug's Life Em alguns comerciais da TV
- Rugrats Go Wild
- Six Feet Under
- Dudley Do-Right
- The NeverEnding Story III: paródia
- Barnyard
- Borat
- Van Pires: The Next Generation: Tema
- FETCH! with Ruff Ruffman
- Herbie: Fully Loaded
- Blue Cross/Blue Shield: Comercial
- Rise of the Guardians (teaser trailer)
- Supernatural (Season 7 finale)
- Rock n' Roll Racing: Jogo eletrônico de 1993.
- Recess: School's Out

## Desempenho nas Paradas Musicais
| Ano  | Ranking           | Posição | Dia                  | Ref.  |
| ---- | ----------------- | ------- | -------------------- | ----- |
| 1968 | Billboard Hot 100 | #2      | 24 de Agosto de 1968 | [ 4 ] |

### Versões Cover
| Ano  | Cover              | Ranking              | Posição | Ref.  |
| ---- | ------------------ | -------------------- | ------- | ----- |
| 2002 | Cover de Kim Wilde | Media Control Charts | #84     | [ 5 ] |
| 2002 | Cover de Kim Wilde | Swiss Music Charts   | #71     | [ 6 ] |